# Llano de Fresno
Llano de Fresno är en ort i Mexiko.   Den ligger i kommunen Mazatlán Villa de Flores och delstaten Oaxaca, i den sydöstra delen av landet, 280 km sydost om huvudstaden Mexico City. Llano de Fresno ligger 1 633 meter över havet och antalet invånare är 140.
Terrängen runt Llano de Fresno är bergig söderut, men norrut är den kuperad. Runt Llano de Fresno är det ganska tätbefolkat, med 75 invånare per kvadratkilometer. Närmaste större samhälle är Huautla de Jiménez, 7,6 km norr om Llano de Fresno. I omgivningarna runt Llano de Fresno växer i huvudsak städsegrön lövskog.